# Vrata - Megvarje
Vrata-Megvarje (nemško Thörl-Maglern) so katastrska občina v občini Podklošter v okraju Beljak-dežela na avstrijskem Koroškem, kjer živijo tudi Koroški Slovenci oz. ki je tesno povezana s slovensko kulturno zgodovino. Nahaja se na nadmorski višini 634 metrih nadmorske višine ob reki Ziljici, ki priteče iz Kanalske doline, ob meji do Italije in ima približno 700 prebivalcev. V vasi Megvarje je tudi nekdanji mednarodni mejni prehod in carinska uprava. Zgodovinsko domače narečje je ziljščina.
Vrata-Megvarje so tudi 647 m visok prelaz, preko katerega pelje železnica in avtocesta iz Avstrije v Italijo. Megvarje so najnižji Alpski prelaz iz Srednje Evrope v Sredozemlje.  

## Znamenitosti
Na Vratah je gotska župnijska cerkev iz leta 1503 posvečena sv. Andreju, znamenite freske na stenah in na stropu so s konca 15. stoletja. V glavni apsidi oz. v koru je naslikan „živi križ“, ki predstavlja pomembno delo Tomaža Beljaškega (Thomas von Villach). V koru najdemo tudi pasijonski cikel in glavni oltar iz leta 1613.
V Megvarjah se nahajo dvonadstropni grad iz 16. stoletja, ruševina romanskega gradu Strassfried  ter ostanki rimske cestne postaje "Meclaria" in sledovi cestišča oz. same kolesnice ceste ob Ziljici .
Domnevno lahko enačimo Megvarje z langobardsko utrdbo Meclaria, ki jo omenja Pavel Diakon. Na Hojšovem (?) klancu  (Hoischhügel) se nahaja v notranjosti pozno antičnega kastela zgodnje krščanska cerkev. Na lokacijij gradu Strassfried  najdemo keltske in rimske artefakte, ki kažejo na obstoj antičnega svetišča. Na južnem vznožju hriba so ostanki rimskih hiš ter poznoantično grobišče. Emajlna zaponka iz 10. stoletja je iz karantansko-slovenske dobe.
1279 preide „castrum Strazvrid“ iz lasti koroških vojvodov v last kralja Rudolfa Habsburškega. Do leta 1441 je grad bamberška utrdba. 1687 kupi opat Emeran ves grič. 1797 je grad uničen v toku francoskih vojn.

## Buge vas primi gralva Venus
V slovenski kulturni zgodovini se pogosto citira verz iz rimane kronike „Frauendienst“ Ulrika Lihtenštajnskega , kjer navaja slovenski pozdrav vojvode Bernarda Španheimskega.
1. maja 1227 je vojvoda Bernard pozdravil viteza Ulrika na Vratah s slovenskimi besedami: "buge waz primi, gralva Venus!".  Ulrik je takrat prepotoval Koroško in bil kostumiran kot Venera. Slovenščina ima tu še funkcijo dvorskega in državnega jezika.
Ulrik opisuje celotni dogodek takole: 
"Der fürste und die gesellen sin / mich hiezen willekommen sin. / ir gruoz was gegen mich alsus: / "buge waz primi, gralva Venus!" 
(Vojvoda in njegovo spremstvo so mi izrazili dobrodošlico. Njihov pozdrav, ki mi je veljal, se je glasil takole: Bog Vas primi, kraljeva Venera)

## SPD Dobrač
Na bližnji Brnci deluje slovensko prosvetno društvo Dobrač.